# Faustino da Costa

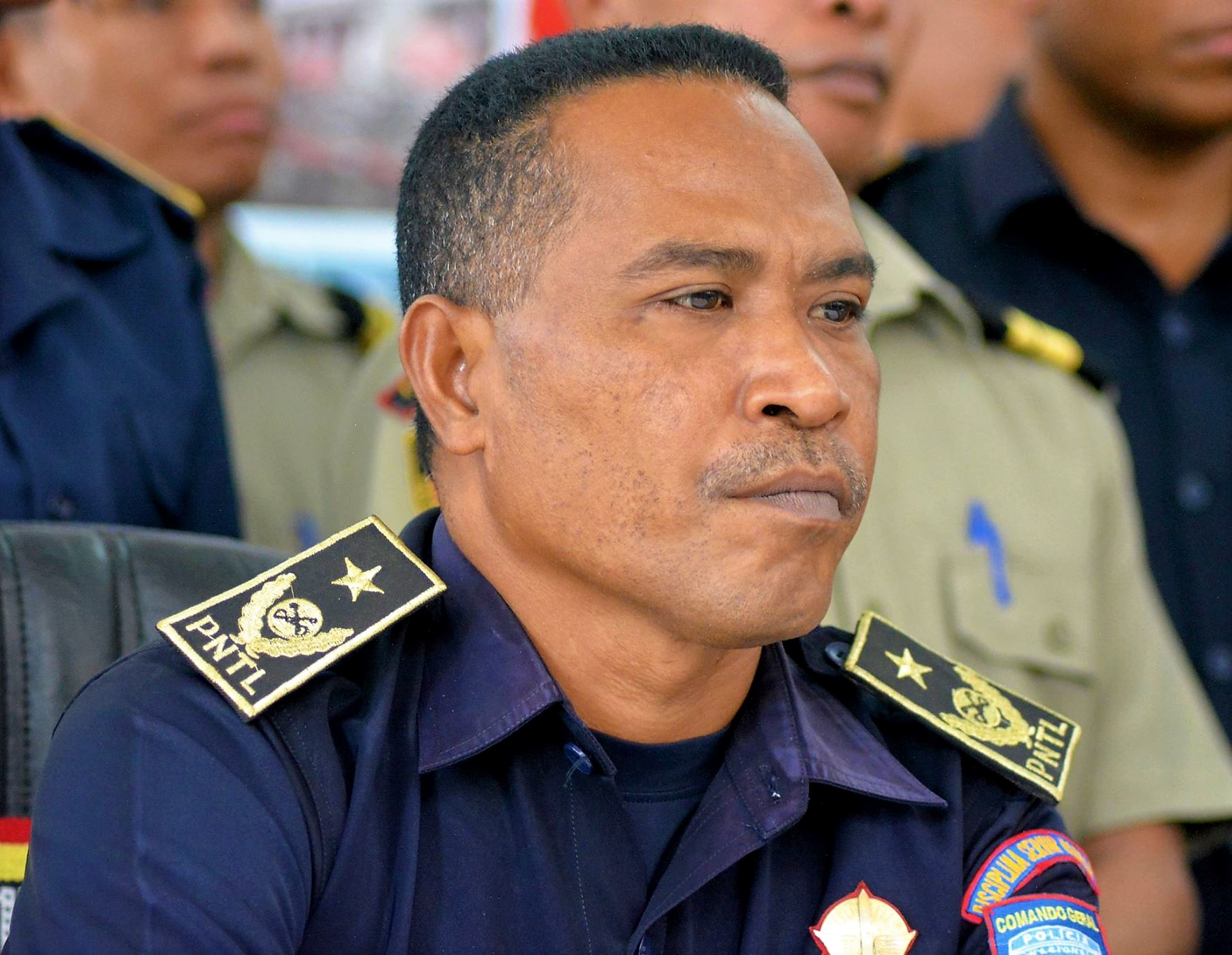
Faustino da Costa (2018)

Faustino da Costa (* 18. Juni 1974 in Maubara, Portugiesisch-Timor) ist ein osttimoresischer Polizist. Seit 2019 ist er der Generalkommandant der Nationalpolizei Osttimors (PNTL).

## Werdegang
Von 1982 bis 1989 absolvierte er die Grundschule SDK St. Paulus VI Maubara, dann bis 1991 die Prä-Sekundarschule SMP N Maubara und bis 1994 die Sekundarschule SMA N 1 Dili. 1996 erhielt Costa sein Diplom II an der Politeknik Negeri Dili.
Im Jahr 2000 trat er der neugegründeten PNTL bei. Von der UN-Polizei (UNpol) erhielt er eine Ausbildung in Polizeimanagement. Er besuchte im Februar/März 2011 einen Führungskräftekurs am Sentru Formasaun Polísia im osttimoresischen Comoro. Kurse in Polizeidizplin absolvierte Costa dort von Mai bis Juni 2002. Ein Kurs für Gemeindekommandanten folgte im Februar und März 2003 an der Makta Cheras in Malaysia und danach ein Kurs an der Inspektorschule der PULAPOL in Kuala Lumpur in Oktober bis November 2004.
Costa belegte einen Englischkurs an der australischen Flinders University von Juni bis August 2008 und einen Kurs in Polizeiwissenschaften an der FBI Academy in den Vereinigten Staaten von September 2008 bis Dezember 2008. Dem folgten Kurse in Polizei- und Konfliktmanagement an der IPDC in Schweden von Februar bis März 2010. Von September bis Oktober 2011 besuchte Costa am Royal Melbourne Institute Technology Hanoi in Vietnam einen Kurs zur Polizeiarbeit in Asien. Anfang 2013 war Costa bei einem Auditkurs in Jakarta.
Von 2003 bis 2004 war Costa Polizeikommandant von Liquiçá und von Dezember 2005 bis Juni 2007 stellvertretender Direktor der PNTL-Abteilung Humanressourcen. Von Dezember 2009 bis Juli 2010 kehrte er nach Liquiçá als Polizeikommandant zurück, bevor er von 2010 bis 2011 die Rechtsabteilung der Polizei leitete. Ab April 2011 war Costa Polizeikommandant von Baucau und am 18. November 2013 wurde er zum Chef der Generalinspektion ernannt. Seit dem 27. März 2015, dem 15. Jahrestag der Gründung der Nationalpolizei, war Costa stellvertretende Generalkommandant der PNTL im Range eines Kommissars (tetum Komisáriu), mit Amtssitz im Sentru Formasaun Polísia in Comoro.
Am 27. März 2019 wurde Faustino da Costa zum neuen Generalkommandanten der Polizei befördert. 2023 wurde Faustino da Costa von Henrique da Costa abgelöst.

## Auszeichnungen
Am 18. März 2011 erhielt Costa die Medalha Solidariedade de Timor-Leste und am 5. Mai 2017 den Ordem de Timor-Leste. Neben anderen Medaillen trägt Costa auch die Medalha Halibur.